# Peregrine Mission One
Peregrine Mission One byla vesmírná mise lunárního modulu Peregrine společnosti Astrobotic Technology. Modul měl na Měsíci přistát jako první komerční zařízení, součást programu NASA Commercial Lunar Payload Services (CLPS). Sonda se však brzy po startu 8. ledna 2024 potýkala s problémy, na cestu k Měsíci se nevydala a po devíti dnech letu řízeně zanikla v atmosféře. 

## Příprava a průběh mise
V červenci 2017 společnost Astrobotic Technology oznámila, že se dohodla s United Launch Alliance (ULA) na vypuštění svého přistávacího modulu Peregrine na palubě nosné rakety Vulcan Centaur, a začala shromažďovat komerční náklady. Mise byla naplánována na červenec 2021.
V listopadu 2018 se společnost přihlásila do programu CLPS vyhlášeného agenturou NASA za účelem dopravy vědeckého a technologického materiálu na Měsíc. V květnu 2019 získala jeden z udělených kontraktů – za 79,5 mil. dolarů měla na měsíční povrch dopravit různé užitné náklady NASA.
Start se poté několikrát opozdil, do velké míry vlivem opakovaných odkladů prvního letu rakety Vulcan (ULA původně počítala se zahájením provozu už v roce 2019).
Modul byl nakonec vypuštěn při inauguračním letu rakety Vulcan Centaur 8. ledna 2024 v 07:18 UTC. První americký lunární modul od dob programu Apollo měl 23. února 2024 přistát na měsíčním kopci Mons Gruithuisen Gamma. Po úspěšném startu a oddělení od nosné rakety však modul postihly potíže s nasměrováním fotovoltaického panelu ke Slunci. Po vyřešení problému začalo z palivového systému modulu unikat palivo. Následkem toho modul nebyl schopen k Měsíci odletět a tím méně na něm přistát. Místo toho byl 18. ledna 2024 naveden do pozemské atmosféry, kde shořel.
Astrobotic Technology koncem srpna po podrobném vyšetřování oznámila, že příčinou selhání byl vadný regulační ventil tlaku helia.

## Náklad
Modul na své palubě nesl náklad o celkové hmotnosti 90 kg:.
- 5 měsíčních minivozítek Colemna Mexické vesmírné agentury
- měsíční vozítko Iris americké Univerzity Carnegieho–Mellonových
- 6 vědeckých přístrojů NASA, jeden přístroj Německého střediska pro letectví a kosmonautiku a jeden přístroj společnosti Astrobotic
- 13 časových schránek soukromých subjektů, mj. společností Celestis a Elyseium Space, nabízejících službu pohřbívání ve vesmíru